# خوان كارلوس إسبينوزا
خوان كارلوس إسبينوزا (بالإسبانية: Juan Carlos Espinoza)‏ هو لاعب كرة قدم ومدرب كرة قدم تشيلي، ولد في 5 يوليو 1991 في تشيلي. لعب مع نادي أونيفرسيداد كاتوليكا وهواتشيباتو.

## وصلات خارجية
- خوان كارلوس إسبينوزا على موقع قاعدة بيانات كرة القدم.إي يو (الإنجليزية)
- خوان كارلوس إسبينوزا على موقع ناشيونال فوتبول تيمز (الإنجليزية)
- خوان كارلوس إسبينوزا على موقع Soccerway.com (الإنجليزية)
- خوان كارلوس إسبينوزا على موقع عالم كرة القدم.نت (الإنجليزية)
- خوان كارلوس إسبينوزا على موقع AS.com (الإسبانية)